# Metagrypa tetrarrhyncha
Metagrypa tetrarrhyncha is een vlinder uit de familie van de prachtmotten (Cosmopterigidae). De wetenschappelijke naam van de soort is voor het eerst geldig gepubliceerd door Meyrick.